# ناحیه گاردن سیتی، شهرستان بلو ارث، مینه سوتا
ناحیه گاردن سیتی (به انگلیسی: Garden City Township) یک منطقهٔ مسکونی در ایالات متحده آمریکا است که در شهرستان بلو ارث، مینه‌سوتا واقع شده‌است.
 ناحیه گاردن سیتی ۹۰٫۴ کیلومتر مربع مساحت و ۷۰۰ نفر جمعیت دارد و ۳۰۶ متر بالاتر از سطح دریا واقع شده‌است.